# Sneakerheads
Sneakerheads es una serie de televisión web de comedia estadounidense creada por Jay Longino que se estrenó en Netflix el 25 de septiembre de 2020.

## Sinopsis
Devin, un dedicado padre de familia, recae en su obsesión por las zapatillas luego de que lo convencen de participar en un plan infalible para ganar dinero rápido. Este lo único que quería era conseguir de nuevo las zapatillas que llevó en el instituto y acabó dentro de un plan que lo llevó hasta Hong Kong con su mejor amigo de la infancia, Bobby.

## Reparto
- Allen Maldonado como Devin
- Andrew Bachelor como Bobby
- Jearnest Corchado
- Matthew Josten
- Yaani King Mondschein
- Justin Lee
- Aja Evans

## Producción

### Desarrollo
El 17 de agosto de 2020, Netflix eligió Sneakerheads para la serie que constará de 6 episodios y se estrenará el 25 de septiembre de 2020. La serie fue creada por Jay Longino, quien también fue productor ejecutivo junto a Inny Clemons, Justin Killion, Will Gluck, Richard Schwartz, Kevin Mann, Brendan Bragg, Jason Belleville, Rod Grable y Dave Meyers.

### Casting
Después de un anuncio de la serie, se informó que Allen Maldonado, Andrew Bachelor, Jearnest Corchado, Matthew Josten, Yaani King Mondschein, Justin Lee y Aja Evans fueron elegidos para los papeles protagónicos.